# George McCartney Chippendale
Pour les articles homonymes, voir Chippendale.
George McCartney Chippendale, né le 18 avril 1921 à Sydney, mort le 16 février 2010 à Canberra, est un collecteur botaniste australien. Il a travaillé plusieurs années à l'Institut des Recherches Forestières australien. Sa spécialité principale était l'étude de l'eucalyptus.

## Publications
- Eucalyptus Buds and Fruits, 1968
- Eucalypts of the Western Australian Goldfields and Adjacent Areas, 1973
- Eucalyptus Nomenclature, 1976
- The natural distribution of eucalyptus in Australia, 1981, Australian National Parks and Wildlife Service
- Phytogeography of Eucalyptus in Australia 1985 (coauteur)  (ISBN 0644040815)
- Flora of Australia Vol. 19 Myrtaceae - Eucalyptus, Angophora, 1988